# Henry Fork (Virginia)
Henry Fork è un census-designated place (CDP) degli Stati Uniti d'America, situato nello stato della Virginia, nella contea di Franklin. Secondo il censimento del 2020 gli abitanti di Henry Fork ammontavano a 1120.